# Manfred Schlenker (Komponist)
Manfred Schlenker (* 15. März 1926 in Berlin; † 5. Juni 2023 ebenda) war ein deutscher Kirchenmusiker und Komponist.

Todesanzeige für Manfred Schlenker

## Leben
Manfred Schlenker wurde als zweites von sechs Kindern eines Stadtmissionars und einer Sängerin geboren und erhielt bereits im Kindesalter vielfältige musikalische Anregungen. So wuchs er auch bald in das kirchlich-musikalische Umfeld hinein und begann bereits frühzeitig mit der Komposition von Melodien. Er erhielt eine Frühausbildung in Klavier, Orgel und Musiktheorie u. a. bei Walter Scharwenka und Egon Herz.
1943 erreichte Schlenker eine Freistellung vom Dienst als Luftwaffenhelfer und nutzte die Zeit zum Vorstudium in den Instrumentalfächern Klavier und Klarinette sowie zum Kontrapunkt- und Kompositionsunterricht bei Paul Höffer. Gegen Kriegsende noch wurde er zum Militär einberufen und geriet in sowjetische Gefangenschaft.
Nach seiner Entlassung studierte Schlenker an der Kirchenmusikschule Halle (Saale) und übernahm 1952 die Leitung der Studentenkurrende.
1954 heiratete er die Mitstudentin Ursula geb. Becker aus Erfurt. Aus der Ehe gingen fünf gemeinsame Kinder hervor, darunter Niko Schlenker.
1956 wurde Schlenker Domkantor in Stendal und Kirchenmusikdirektor (KMD). Über die Grenzen seiner Gemeinde hinaus wirkte er als Propsteikirchenmusikwart der Altmark, als Leiter der Altmärkischen Kantorei sowie als Landesobmann des Kirchenchorwerkes.
Ab März 1975 bis 1988 war er in der Nachfolge von Hans Pflugbeil als Kantor am Dom zu Greifswald und Leiter der Kirchenmusikschule Greifswald (heute Institut für Kirchenmusik und Musikwissenschaft der Universität Greifswald), als Landeskirchenmusikdirektor und Leiter der Greifswalder Bachwoche und des Domchores in Greifswald tätig.
Ab 1988 lebte er freischaffend in Stolpe (Hohen Neuendorf) und seit 1999 in Hohen Neuendorf bei Berlin. Schlenker war Mitglied der Oekumenischen Textautoren- und Komponistengruppe der Werkgemeinschaft Musik e. V. und der AG Musik in der Ev. Jugend e. V., heute Textautoren- und Komponistengruppe TAKT. 2017 erhielt er das Bundesverdienstkreuz am Bande.
Am 5. Juni 2023 verstarb er in Berlin nach 36 Jahren intensiven kompositorischen Schaffens im Ruhestand im Alter von 97 Jahren. Seine Werke sind volkstümlich bis hoch anspruchsvoll und werden landauf landab gern aufgeführt. Bis zum letzten Lebenstag beschäftigte ihn das Werk des Greifswalder Malers Caspar David Friedrich, zu dessen Jubiläum 2024 er „Zehn Gemälde und ein Selbstbildnis von Caspar David Friedrich 1774–1840 in elf Klangbildern für Bläserquintett“ (gewidmet embrassment/Leipzig mit Leiter Nikolai Kähler) komponierte und vollendete.
Eine vollständige Werkliste seines Gesamtwerkes steht auf seiner Homepage manfred-schlenker.de.

## Werke (Auswahl)

### Geistlich
- Drei Cantica (Magnificat – Benedictus – Nunc dimittis) für Soli, Chor und Orchester[6]
- Drei Weihnachtslieder-Suiten
- Dreißig Junctim-Sätze für Bläserdoppelchor
- Dreistimmige Choralmusik
- Fünf Liedmotetten
- Herr, du erforschest mich. Psalm 139 für 8-stg. gem. Chor[6]
- Neuer Himmel, neue Erde
- Psalm 90 – Duette für Alt und Altus und Tasteninstrument (für Alexander Seidel)
- Singet frisch und wohlgemut – Kantate für Soli, Chor, Kinderchor und Streicher über die Weihnachtsgeschichte
- Vier Orgel-Partiten zu eigenen Weisen

Kirchenlieder

Schlenker schuf die Melodien von acht in das Evangelische Gesangbuch (EG) aufgenommenen Kirchenliedern:
- Das Kreuz ist aufgerichtet. 1977 (EG 94)
- Die ganze Welt hast du uns überlassen. 1977 (EG 360/1. Melodie)
- Komm in unsre stolze Welt. 1982 (EG 428)
- Es wird sein in den letzten Tagen. 1986 (EG 426)
- Wir woll’n uns gerne wagen. 1986 (EG 254)
- Gott gibt ein Fest. (EG/Regionalteil Württemberg 586)
- Solange die Erde steht. (Kanon, EG/Regionalteil Baden/Elsass/Pfalz 682)
- Gottes Lob wandert. (EG/Regionalteil Hessen-Nassau und Kurhessen-Waldeck 601)

Kirchenlieder in Ergänzungsgesangbüchern

- Mein Suchen, mein Fragen, in: Wo wir dich loben, wachsen neue Lieder - plus. Strube-Verlag 2018[7]

### Weltlich
- Der Tag des Waldes – Klangbild für vier Alphörner
- Drei romantische Chorballaden (Herr von Ribbeck auf Ribbeck – Kehraus – Abreise) für gemischten Chor a cappella[6]
- Im Wald, im hellen Sonnenschein
- Sechs Mörike-Chorlieder für gem. Chor (In ihm sei’s begonnen – Frage und Antwort – Nimmersatte Liebe – Ein Stündlein wohl vor Tag – Denk es, o Seele – Um Mitternacht)[6]
- Vier-Jahreszeiten-Suite
- Die Bremer Stadtmusikanten – Singspiel für einstimmigen Chor und Klavier und/oder Streichquartett (Berlin 2009)[8]
- Die Lindwurm-Sage – Ein Bänkelsang (Strube Ed. 5149, München, 2016)